# الخلوق
الخلوق  هو نوع من أنواع الطيب النسائية ( العطورالعربية ) المركبة، يدخل فيه زعفران أو غيره وتغلب على لونه الحمرة أو الصفرة، وقديما كانوا يضعونه على الجسد أو على الثوب